# زانيكلية سبخية
زانيكلية سبخية (الاسم العلمي:Zannichellia palustris) هي نوع من النباتات تتبع جنس الزانيكلية من الفصيلة المزمارية.